# Stef Wolput
Stef "Wolf" Wolput (Leuven, 27 mei 1967) is een Belgisch expeditieklimmer en para-atleet (T38). Hij is de eerste klimmer met een beperking die de Lhotse (8516 meter), de vierde hoogste berg ter wereld, beklom. Hij was daarmee de tweede Belg die de top van deze berg bereikte. In totaal ondernam hij drie expedities naar achtduizenders en bereikte hij tweemaal de top. Hij is tevens winnaar van de eerste Belgische medaille op de Invictus Games en won op zijn twee deelnames in het totaal negen medailles.

## Palmares Klimmen
- 2009: Mont Blanc, 4810 meter
- 2010: Elbrus, 5642 meter
- 2011: Mera Peak, 6476 meter
- 2011: Baruntse, 7129 meter
- 2013: Cerro Chirripo, 3850 meter
- 2017: Akiod, 4030 meter
- 2017: Timzguida, 4089 meter
- 2017: Toubkhal, 4147 meter
- 2017: Lhotse, 8516 meter
- 2019: Mulhacen, 3479 meter
- 2019: Manaslu, 8163 meter
- 2022: Toubkal, 4147 meter

## Palmares Sport
- 2021: Militair WK Paracycling Poitiers Tijdritl - Brons
- 2022: Invictus Games Den Haag Atletiek 1500m IT1 Zilver
- 2022: Invictus Games Den Haag Atletiek 100m IT1: 4de
- 2022: Invictus Games Den HaagAtletiek 200m IT1: Brons
- 2022: Invictus Games Den Haag Atletiek 4 x 100m: Brons
- 2022: Invictus Games Den Haag Wielrennen Wegrit: 4de
- 2022: CISM Regional Sitting Volleybal Cup Warendorf: Brons
- 2023: Invictus Games Düsseldorf Atletiek 100m IT1: Zilver
- 2023: Invictus Games Düsseldorf Atletiek 400m IT1: Goud
- 2023: Invictus Games Düsseldorf Atletiek 1500 IT1: Goud
- 2023: Invictus Games Düsseldorf Atletiek 200m IT1: Zilver
- 2023: Invictus Games Düsseldorf Atletiek  4x100m: Zilver
- 2023: Invictus Games Düsseldorf Wielrennen Tijdrit : Zilver
- 2023: Invictus Games Düsseldorf Wielrennen Wegrit: 4de
- 2023: CISM Regional Sitting Volleybal Cup: 4de
- 2024: CISM World Para Athletics Jesolo 800m : Brons
- 2024: CISM World Para Athletics Jesolo 400m : 4de
- 2024 CISM Regional Sitting Volleybal Cup Spa: Zilver[1]

## Biografie
Als jongvolwassene legde hij zich toe op muurklimmen en rotsklimmen en beklom hij een aantal lagere toppen in Europa. In 2009 stond Wolput op de top van Mont Blanc (4810 meter). Een jaar later beklom hij als eerste Belg de noordkant van Elbrus (5642 meter). Daarna trok hij naar Nepal, om er in 2011 zowel Mera Peak (6476 meter) als Baruntse (7129 meter), in één expeditie te bedwingen. In 2013 ging hij dan naar Midden-Amerika en beklom hij op 23 juli 2013 samen met Katrien de Pillecyn Cerro Chirripo (3850 meter), de hoogste berg van Costa Rica en tevens van Midden-Amerika.
In 2013 bezorgde een polyneuropathie hem een verlamd rechteronderbeen. Sinds zijn verlamming draagt Wolf een orthese. Na een lang revalidatieperiode trok hij in 2015 met een Belgische expeditie opnieuw naar de Himalaya voor een poging naar de top van Makalu (8436 meter). Deze beklimming moest omwille van de grote aardbeving op 25 april 2015 gestaakt worden. Deze poging strandde in kamp twee op 6500 meter. In 2017 beklom hij samen met Filip Top en David Wuyts vier toppen boven 4000 meter in het Atlasgebergte waaronder Toubkal (4147 meter), de hoogste berg van Marokko en Noord-Afrika. Op 19 mei 2017 stond Wolput als eerste niet-valide klimmer en als tweede Belg na Wim Smets op de top van Lhotse (8516 meter). Hiervoor kreeg hij in 2018 zowel van de gemeente Kampenhout als de gemeente Holsbeek de Trofee voor sportverdienste. In voorbereiding van een nieuwe expeditie beklom Wolput op 22 augustus 2019 Mulhacen (3479 meter) de hoogste berg van het Iberisch schiereiland.  In september 2019 ondernam hij een nieuwe expeditie naar Nepal en op 27 september 2019 stond hij samen met Rudi Bollaert als vijfde Belg op de top van Manaslu (8163 meter).
Na deze laatste klim legt Wolput zich nu toe op de sportdisciplines duatlon, atletiek en wielrennen. Op 25 augustus 2021 behaalde hij de bronzen medaille op de 33ste World Military Cycling Championships in de discipline tijdrijden waar voor de eerste keer para-atleten aan mochten deelnemen. In 2019 werd hij geselecteerd voor de Invictus Games 2021 in Den Haag voor de disciplines 100 meter, 200 meter en de 1500 meter in de categorie atletiek, voor de 1 minuut spurt en vier minuten uithouding in de categorie indoorroeien en voor de disciplines tijdrijden en criterium in de categorie wielrennen. Door covid 19 werden deze twee jaar op rij uitgesteld en werden de vijfde Invictus Games op 16 april 2022 officieel geopend. België nam voor de eerste keer deel. Wolput behaalde op de eerste dag van de spelen een historische eerste medaille voor België. Hij behaalde zilver op de 1500 meter in de categorie IT1. Deze categorie staat voor amputatie onder de knie of gelijkgesteld. Daarnaast behaalde hij nog een bronzen medaille op de 200 meter in IT1 en brons in de 4 x 100 meter mixte relay. Tijdens de slotceremonie kreeg hij samen met zijn echtgenote Katrien de Pillecyn de Land Rover Above and Beyond award uit handen van Prins Harry.  Deze prestaties leverde Wolput zowel de trofee van Sportkampioen als de trofee Sportverdienste van het jaar 2022 van de gemeente Kampenhout op. In 2022 werd Wolput voor een tweede en laatste keer geselecteerd voor de zesde Invictus Games 2023 in Düsseldorf . Hij kwam uit in de onderdelen atletiek, indoor roeien,  zitvolleybal en wielrennen. Wolput behaalde zes medailles waarvan 5 in atletiek en 1 in het wielrennen. Hij bezorgde het Belgische Invictus Team zilver op de 100 meter IT1, goud op de 400 meter IT1, goud op de 1500 meter IT1, zilver op de 200 meter IT1, zilver op de 4 x 100 meter mixtre relay en zilver in het wielrennen tijdrijden IRB2. Sinds 2022 maakt hij tevens deel uit van het Belgische Militaire Sitting Volleybalteam: The Belgian Rago's.
Wolput woont met zijn gezin in het Vlaamse Kampenhout en was als Officier van het Luchtcomponent verbonden aan de 15 Wing Luchttransport te Melsbroek. Na de grote aardbeving in Nepal zette hij zich ook actief in als fondsenwerver voor kleinere NGO's die scholen en kindertehuizen in Nepal ondersteunen.